# Gorkhe
Gorkhe is een dorpscommissie (Engels: village development committee, afgekort VDC; Nepalees: panchayat) in het oosten van Nepal, gelegen in het district Ilam in de Mechi-zone. Ten tijde van de volkstelling van 2001 had het een inwoneraantal van 5208 personen, verspreid over 1031 huishoudens; in 2011 waren er nog 4841 inwoners, verspreid over 1122 huishoudens.